# Ambassade de Guinée équatoriale en France
L'ambassade de Guinée équatoriale en France est la représentation diplomatique de la république de Guinée équatoriale en République française. Elle est située à Paris et son ambassadeur est, depuis 2023, Carmelo Nvono-Ncá.

## Ambassade

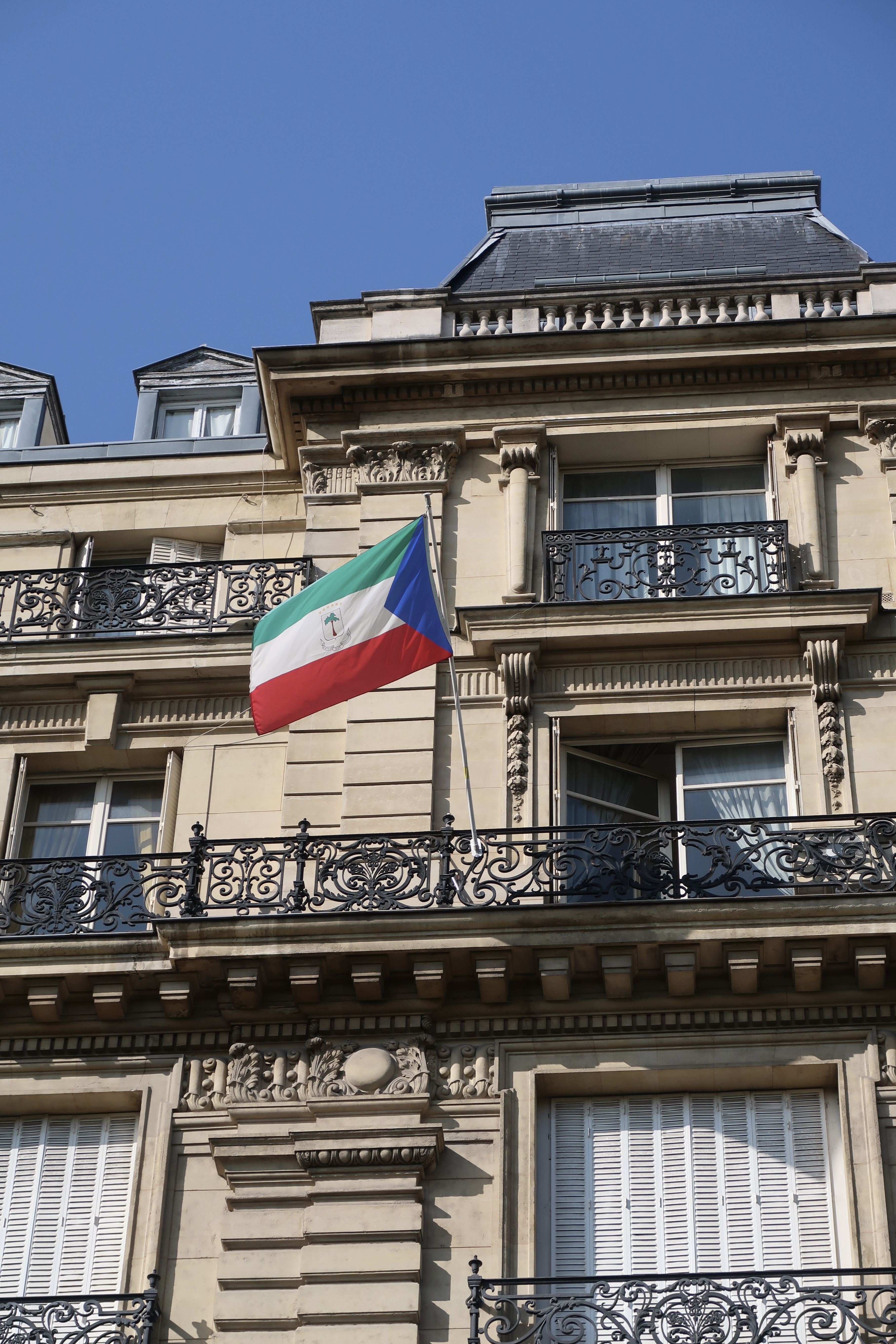
Détail du drapeau.

L'ambassade est située 42 avenue Foch, dans le 16e arrondissement de Paris. Jusqu'à la fin des années 2010, elle se trouvait 29 boulevard de Courcelles, dans le 8e arrondissement de Paris.

## Ambassadeurs de Guinée équatoriale en France
| Date de nomination | Date de nomination | Date de remise des lettres de créance | Date de remise des lettres de créance | Diplomate                 |
| ------------------ | ------------------ | ------------------------------------- | ------------------------------------- | ------------------------- |
|                    |                    | 21 décembre 1990                      | [ JORF 1 ]                            | Pedro Edjang Mba Medja    |
|                    |                    | 2 novembre 1995                       | [ JORF 2 ]                            | Lino Sima Ekua Avomo      |
|                    |                    | 15 décembre 2000                      | [ JORF 3 ]                            | Narciso Ntugu Abeso Oyana |
|                    |                    | 10 décembre 2002                      | [ JORF 4 ]                            | Eduardo Ndong Elo Nzang   |
|                    |                    | 2 juin 2006                           | [ JORF 5 ]                            | Federico Edjo Ovono       |
|                    |                    | 11 juillet 2012                       | [ JORF 6 ]                            | Mariola Bindang Obiang    |
|                    |                    | 31 octobre 2014                       | [ JORF 7 ]                            | Miguel Oyono Ndong Mifumu |
| 2023               |                    | 29 février 2024                       | [ JORF 8 ]                            | Carmelo Nvono-Ncá         |